# Gmina Głusk
Die Gmina Głusk ist eine Landgemeinde im Powiat Lubelski der Woiwodschaft Lublin. Sie saß bis 31. Dezember 2014 im Lubliner Stadtteil Głusk außerhalb der heutigen Gemeinde Głusk, seit 1. Januar 2015 sitzt sie im Ort Dominów in der Gemeinde Głusk.

## Gliederung
Zur Landgemeinde Głusk gehören folgende Ortschaften:
Abramowice Prywatne
Abramowice Kościelne
Ćmiłów
Dominów
Głusk
Głuszczyzna
Kalinówka
Kazimierzówka
Kliny
Majdan Mętowski
Mętów
Nowiny
Prawiedniki
Prawiedniki-Kolonia
Wilczopole
Wilczopole-Kolonia
Wólka Abramowicka
Żabia Wola